# Dušan Popov
Dušan „Duško“ Miladoroff Popov (srbsky Душан Душко Попов; 10. července 1912, Titel – 10. srpna 1981, Opio, Alpes-Maritimes) byl srbský trojitý agent. Během druhé světové války pracoval pro jugoslávskou vojenskou tajnou službu (srbsky Vojnoobaveštajna agencija) pod krycím jménem Duško, pro britskou MI6 pod kódovým označením Tricycle a pro německý Abwehr pod krycím jménem Ivan.

## Mládí a vzdělání
Dušan Popov se narodil 10. července 1912 v Titelu (dnešní Srbsko) do zámožné srbské rodiny. Jeho starší bratr Ivo (původním povoláním právník) byl také dvojitým agentem. Krátce po Duškově narození se rodina přestěhovala do Dubrovníku.
Mluvil plynně německy a přátelil se s mnoha vysoce postavenými Němci. Navzdory tomu však kvůli špatným zkušenostem z období studií na Freiburské univerzitě opovrhoval nacismem. Ve Freiburgu získal právnický titul a poté se vrátil zpět do Dubrovníku, kde si v tomto oboru založil živnost. Na univerzitě se také seznámil s Johannem-Nielsenem Jebsenem, se kterým sdílel odmítavý postoj k národnímu socialismu. Jebsen na počátku války nabídl Popovovi, že by mohl vstoupit do služeb Abwehru jako dvojitý agent. Popov o Jebsenově nabídce uvědomil Clementa Hopea – pracovníka britského velvyslanectví v Jugoslávii. Hope zapsal Popova jako dvojitého agenta s krycím jménem Scoot a doporučil mu další spolupráci s Jebsenem.

## Počátky špionáží
Poté, co byl přijat jako dvojitý agent, se přestěhoval do Londýna. Krytí pro návštěvy neutrálního Portugalska poskytovala Popovovi jeho činnost v oblasti dovozu a vývozu. Lisabon byl s Británií po většinu války spojen pravidelnými civilními leteckými linkami. Tyto obchodní cesty využíval Popov k tomu, aby svým zaměstnavatelům z Abwehru poskytoval dostatek informací, které byly a povoleny MI6, čímž bylo zaručeno, že Popovova činnost nebude Němcům podezřelá. Díky Popovově špionáži měli Britové lepší představu o budoucích plánech Němců a to mělo pro Brity obrovskou hodnotu. Jedna z klamných operací agenta Popova byla ta, že spolu s dalšími agenty dokázal Němce přesvědčit o tom že vylodění v Normandii je krycí manévr Spojenců. Skutečný výsadek se dle jimi poskytnutých informací měl konat v Calais.

## Informace o Pearl Harboru
Roku 1941 byl Popov vyslán na misi do USA, kde měl založit novou německou špionážní síť. Na akci dostal dostatek financí a seznam cílů. Celá jedna ze tří stran tohoto seznamu byla věnována detailnímu průzkumu obrany americké základny Pearl Harbor na havajském ostrově Oahu. Popov na základě těchto informací kontaktoval FBI a seznámil je s obsahem dokumentu. O blížícím se útoku na Pearl Harbor informoval FBI 12. srpna 1941. Následující vývoj událostí není zcela objasněn. Ředitel FBI J. E. Hoover buď z nějakého důvodu nepředal tyto informace svým nadřízeným nebo se jeho nadřízení rozhodli na německý zájem o americkou tichomořskou základnu nereagovat. Popov se navíc (kvůli tomu, že byl dvojitý agent a navíc cizinec) u Hoovera netěšil velké důvěře. Sám Dušan Popov prohlásil, že byl Hoover vůči němu podezíravý a nedůvěřivý.

## OperaceFortitude
V roce 1944 se Dušan Popov stal klíčovým mužem spojenecké klamavé operace Fortitude. Dne 29. dubna toho roku byl v Lisabonu zatčen německou bezpečnostní službou dvojitý agent a Popovův dobrý přítel Johann Jebsen. Britové měli obavy z Popovova prozrazení a proto mu přestali dodávat informace pro Abwehr. Pozdější Jebsenova smrt Popova, který byl jeho dobrým přítelem, lidsky hluboce zasáhla. Za nedlouho se ukázalo, že německá tajná služba Popova stále registruje jako agenta a stal se tedy pro Brity znovu cenným a využívaným špiónem.

## Osobní život
Dušan Popov byl známým sukničkářem. Během pobytu v USA žil výstředním životním stylem a prožil románek se známou francouzskou herečkou Simone Simonovou. V roce 1974 vydal knižně své paměti. Ian Fleming se osobností Dušana Popova nechal inspirovat při psaní postavy Jamese Bonda. Známé kódové označení 007 vzniklo z telefonního čísla 26-007. Jednalo se o telefonní číslo bělehradského bytu na ulici Miloša Velikog 46 (dnes Kneza Miloša 50), ve kterém bydlel Popovův strýc Milivoj Popov. Podle vlastních slov volal Dušan Popov svému strýci pokaždé, když potřeboval radu. Samotná budova byla v minulosti využívána jako sídlo velvyslanectví USA v Srbsku. Telefonní číslo v současné době není registrováno, protože velvyslanectví využívalo tři budovy, které byly spojeny v jednu.
Dušan Popov zemřel roku 1981 ve svých 69 letech.